# Bojacá (kommun)
Bojacá är en kommun i Colombia.   Den ligger i departementet Cundinamarca, i den centrala delen av landet, 30 km väster om huvudstaden Bogotá. Antalet invånare är 8 879.